# カラマタ
カラマタ（ギリシア語: Καλαμάτα / Kalamáta）は、ギリシャ共和国ペロポネソス地方にある都市で、その周辺地域を含む基礎自治体（ディモス）。メッシニア県の県都である。メッシニアコス湾の湾奥に位置する重要な港湾都市で、ペロポネソス地方で2番目に大きい町である。

## 名称
カサレヴサではカラマイ（Καλάμαι / Kalámai）と表記される。
カラマタ(Kalamata)の名称は、ギリシャ語で「美しい両目」を意味するカラ・オンマタ(kala ommanta)と関係があると言われている。

## 地理

### 位置・広がり
ペロポネソス地方の西南部に位置し、アテネの238km南西、ピルゴスの215km南、スパルタの60km西、パトラスの215km南、テッサロニキの715km南の方角である。カラマタの街はメッシニアコス湾の湾奥、ネドン川沿いに広がる。ホメロスに描かれた古代都市ファライの近くである。

### 地勢
カラマタの町が位置しているメッシニアコス湾には長い砂浜がたくさんある。また、町の4km東にはタイゲトス山脈があり、GR-82・カラマタ-スパルタ高速道路がそれを貫いている。

## 気候
| カラマタの気候               | カラマタの気候 | カラマタの気候 | カラマタの気候 | カラマタの気候 | カラマタの気候 | カラマタの気候 | カラマタの気候 | カラマタの気候 | カラマタの気候 | カラマタの気候 | カラマタの気候 | カラマタの気候 | カラマタの気候 |
| 月                           | 1月            | 2月            | 3月            | 4月            | 5月            | 6月            | 7月            | 8月            | 9月            | 10月           | 11月           | 12月           | 年             |
| ---------------------------- | -------------- | -------------- | -------------- | -------------- | -------------- | -------------- | -------------- | -------------- | -------------- | -------------- | -------------- | -------------- | -------------- |
| 平均最高気温 °C （°F）       | 15.2 (59.4)    | 15.6 (60.1)    | 17.3 (63.1)    | 20.1 (68.2)    | 24.4 (75.9)    | 28.8 (83.8)    | 31.2 (88.2)    | 31.2 (88.2)    | 28.8 (83.8)    | 24.6 (76.3)    | 20.5 (68.9)    | 16.7 (62.1)    | 22.87 (73.17)  |
| 平均最低気温 °C （°F）       | 5.6 (42.1)     | 5.8 (42.4)     | 6.8 (44.2)     | 9.0 (48.2)     | 12.4 (54.3)    | 15.9 (60.6)    | 18.2 (64.8)    | 18.3 (64.9)    | 16.2 (61.2)    | 13.1 (55.6)    | 9.8 (49.6)     | 7.2 (45)       | 11.52 (52.74)  |
| 降水量 mm （inch）           | 113.3 (4.461)  | 102.0 (4.016)  | 72.9 (2.87)    | 47.5 (1.87)    | 22.8 (0.898)   | 6.5 (0.256)    | 3.5 (0.138)    | 10.4 (0.409)   | 28.1 (1.106)   | 99.8 (3.929)   | 142.1 (5.594)  | 153.6 (6.047)  | 802.5 (31.594) |
| 出典：www.climate-charts.com |                |                |                |                |                |                |                |                |                |                |                |                |                |

## 歴史
古代にメッシニという都市が、メッシニア県のどこかに存在していたが、カラマタの町自体は他のギリシャの町と比べると、歴史はそう古くはない。1205年から1381年はフランスに占領され、1210年から1278年にかけてはフランス貴族のヴィルアルドゥアン家に支配されたことに始まる。1481年から1685年にかけては、他のギリシャ地域と同様にオスマン帝国の統治下に入ったが、1685年にヴェネツィア共和国がカラマタを支配し、この間にカラマタの町は要塞化され、町の経済は発達した。
1715年に再びオスマン帝国の統治下に入ったが、1821年5月23日に、カラマタの町はギリシャ人反乱軍の司令官テオドロス・コロコトロニスやペトロス・マヴロミカリス、パパフレッサスによってオスマン帝国の支配から300年ぶりに解放され、ギリシャで初めてトルコ人の支配から脱した町となった。しかし、1825年のギリシャ独立戦争の際、イブラーヒーム・パシャによってカラマタの町は破壊されたが、その後に再建され、地中海における重要港の一つとなった。カラマタには地中海で、マルセイユに次いで2番目に古い商工会議所が建てられた。
1941年4月29日には、カラマタ港付近でナチス・ドイツ軍とニュージーランド軍第2師団との戦闘が行われ、この戦闘でジャック・ヒントンはヴィクトリア十字勲章を授与された。しかし、第2次世界大戦後になると、北ギリシャ地域の発展を重視する政府の方針により、カラマタを含むペロポネソス地域のほとんどが近代化計画から外され、そのためにカラマタの経済は沈滞し、カラマタの町と港は衰退した。70年代と80年代にかけてカラマタの町が発展することはなく、むしろ1986年に起きたマグニチュード6.6の地震で深刻な被害を受けたために、地元の有力者が経済的に力を尽した結果、今では町は復興し、近代的な病院などの設備が整った町として発展した。
今日では、カラマタはペロポネソス半島で2番目の人口を有し、商業活動が栄えた町となった。輸出品としては干しブドウやオリーブ、オリーブ油などが占めている。

## 社会

### 経済・産業
カラマタはカラマタ・ダンスや、絹製ハンカチの生産で有名であり、他にもオリーブやいちじくなどの生産が代表的である。
また、バスや鉄道がカラマタを通っているだけでなく、町には国際空港や重要港があり、フェリーでキティラ島などのエーゲ海の島々へ行くことも可能である。

### 人口推移
| 年   | 都市部人口（人） | 増減            | 総人口（人） | 増減 | 人口密度   |
| ---- | ---------------- | --------------- | ------------ | ---- | ---------- |
| 1981 | 42,075           | -               | -            | -    | -          |
| 1991 | 43,625           | +1,550/+2.68%   | 50,693       | -    | 200.20/km² |
| 2001 | 61,373           | +17,748/+177.0% | 81,125       | -    | 457.56/km² |

### 教育
市街には学校、ホール、体育館、銀行、郵便局、広場などがある。また、新設されたペロポネソス大学のキャンパスがカラマタにあり、歴史学部、文学部、神学部、哲学部が置かれている。また、国外のギリシャ人のための無料ギリシャ語講座も行われている。

### 宗教
また、カラマタにはメッセニア府主教が置かれていて、現在の府主教はクリソストムス3世である。

## 交通

### 鉄道
ギリシャ国鉄のペロポネソス狭軌鉄道網（メーターゲージ路線）がコリントスとカラマタの間を結んでおり、その終端となるカラマタ駅が市内にある。また、郊外のメッシーニに向かう同線の支線も当駅から運行されている。
かつて、ペロポネソス半島西岸をパトラからピルゴス、キパリシアを経由しカラマタまで結ぶ列車が運行されていたが、現在は運行されていない。

### 道路
町の西にはE55およびE65（欧州自動車道路）が走っていて、町と接続されている。

### その他
バス（KTEL）がトリポリス、コリントス、アテネとの間で往復している。80年代中頃からカラマタ - キティラ島 - ハニア 間でクルーズ船が隔週で運航されている。また、夏の期間にはカラマタ国際空港からヨーロッパ各地へのチャーター便が運航している。

## 観光名所
- ベナケイオン考古学博物館
- カラマタ国際ダンス・フェスティバル
- カラマタ城（13世紀にヴィルアルドゥアン家が建設）
- カラマタ港
- カラマタ国立劇場
- カラマタ国際空港（滑走路は2km、軍用空港と併走）
- カラマタ市立鉄道博物館
- 旅行者ガイド
- イパパンディス教会
- カログレオン修道院（美しいスカーフを生産する絹織場がある）
- 聖アポストロン教会（ギリシャ独立戦争の際、マヴロミハリスが決起を促した場所）
- 市立美術館
- 民族芸能博物館

## スポーツチーム
- アポロン・カラマタス
- カラマタFC
- メッシニアコスFC
- オリンピアコス・カラマタス
- プラシナ・プリア・カラマタス

## 姉妹都市
- アグランツィア、キプロス
- ビゼルト、チュニジア

## 人物

### 著名な出身者
- ギヨーム2世・ド・ヴィルアルドゥアン (1211-1278、アカイア公)
- アレクサンドロス・クムンドゥロス (1817-1883、ギリシャ王国首相)
- マリア・ポリドゥリ (1902-1930、詩人)
- ミハイル・スタシノプロス (1903-2002、弁護士・ギリシャ共和国大統領)
- ヴァシリス・フォトプロス (1934-2007、画家・映画監督)
- ゲラシモス・ミカエレアス (1947-、サンフランシスコ府主教)
- パノス・ミハロプロス (1949-、俳優)
- プロコピス・パヴロプロス (1950-、弁護士・大学教授・政治家・第8代ギリシャ共和国大統領)
- ヤニー (1954-、作曲家・音楽家)
- ニコス・リベロプロス (1975-、サッカー選手)
- ニコス・ゲオルギアス (1976-、サッカー選手)
- ケニー・スタマトプロス (1979-、サッカー選手)
- アゲリキ・ダリアニ (1979-、女優)
- ソクラティス・パパスタソプーロス (1988-、サッカー選手)

## 参考
- "PDF (875 KB) 2001 Census" (ギリシャ語). National Statistical Service of Greece (ΕΣΥΕ). より (2007-10-30)
- "Basic Characteristics". Ministry of the Interior.(ギリシャ語) より (2007-08-07)